# 2024 au Niger
Cette page concerne des événements qui se sont produits durant l'année 2024 du calendrier grégorien au Niger.

## Événements

### Janvier
- x

### Février
- 24 février : Lors d'un sommet à Abuja, la CEDEAO lève les sanctions contre le Niger, souhaitant toutefois toujours la libération de Mohamed Bazoum et de sa famille[1].

### Mars
- 7 mars : L'Alliance des États du Sahel, comprenant le Mali, le Burkina Faso et le Niger, annonce la création d'une force conjointe entre les trois pays pour lutter contre les groupes jihadistes dans les trois pays[2].
- 17 mars : La junte militaire du Niger révoque un accord militaire avec les États-Unis qui autorisait le personnel du ministère américain de la Défense à pénétrer sur son sol[3].

### Avril
- 12 avril : Des dizaines d'instructeurs militaires russes arrivent au Niger dans le cadre d'un accord avec la junte militaire au pouvoir pour aider à former les troupes nigériennes à combattre les insurgés djihadistes[4].

### Mai
- 2 mai : Des militaires russes se sont installés dans la base aérienne 101 du Niger, ou les derniers militaires américains sont présents[5].

### Juin
- 13 juin : Six soldats sont tués lors d'une attaque contre l'oléoduc Niger-Bénin entre les villages de Salkam et Tibiri, dans la région de Dosso[6].
- 14 juin : La Cour de sûreté de l'État retire l'immunité du président déchu Mohamed Bazoum, l'exposant ainsi à des poursuites pour haute trahison et atteinte à la sécurité nationale[7].
- 21 juin : 
  - La junte révoque l'autorisation d'exploitation du producteur français de combustible nucléaire Orano pour la mine d'uranium d'Imouraren[8].
  - Au moins 21 personnes sont tuées par des inondations dans la région de Maradi et dans la banlieue de Niamey après des pluies inhabituellement fortes dans la région[9].
- 25 juin : Une embuscade contre les forces armées près du village de Tassia dans la région de Tillabéri fait au moins 20 morts et plusieurs autres blessés[10].

### Juillet
- 7 juillet : L'armée américaine se retire entièrement de la base aérienne 101 de Niamey[11].
- 8 juillet : Une attaque menée par des groupes djihadistes présumés contre les forces de sécurité entre les villages d'Ila Fari et de Djangore dans la région de Tillabéri fait au moins 14 morts, 11 blessés et 24 disparus parmi les soldats[12].
- 11 juillet : Un nombre indéterminé de détenus s'évade de la prison de Koutoukalé, dans la région de Tillabéri[12].

### Août
- 3 août : Le Groupe de soutien à l'islam et aux musulmans prend en otage deux ressortissants russes à Mbanga[13].
- 5 août : Les États-Unis remettent officiellement la base aérienne 201 d'Agadez sous contrôle nigérien[14].
- 6 août : Le Niger rompt ses relations diplomatiques avec l'Ukraine, invoquant un soutien à des groupes « terroristes »[15].
- 21 août : Le Burkina Faso, le Mali et le Niger écrivent au Conseil de sécurité des Nations unies pour se plaindre que l'Ukraine soutient des groupes rebelles dans la région du Sahel[16].

### Septembre
- 3 septembre : La mosquée de Zinder (en), datant du XIXe siècle, est détruite par des inondations[17].
- 16 septembre : L'armée américaine achève son retrait du Niger[18].

### Octobre
- x

### Novembre
- 12 novembre : La junte interdit à l'Acted d'opérer au Niger[19].
- 13 novembre : arrestation du français, Marius Bercea, accusé d’être un agent de la DGSE[20].
- 24 novembre : l'Union européenne rappelle son ambassadeur au Niger à la suite des critiques de la junte sur la distribution de l'aide humanitaire par l'Union[21].

### Décembre
- 4 décembre : La junte prend le contrôle opérationnel des mines d'Arlit, précédemment exploitée par la société française d'énergie nucléaire Orano[22].
- 10 décembre : une attaque menée contre les forces armées dans le village de Chatoumane, dans le département de Téra, fait au moins 100 morts parmi les militaires et 50 victimes civiles, ainsi que plusieurs blessés[23].
- 12 décembre : La junte impose une suspension de trois mois aux activités de la BBC au Niger en raison de sa couverture des attaques menées par des groupes extrémistes[24].
- 16 décembre : La CEDEAO approuve le retrait du Burkina Faso, du Mali et du Niger du bloc à compter de janvier 2025, mais leur donne jusqu'à juillet 2025 pour revenir sur leur décision[25].

## Décès
- 23 octobre : Hama Amadou, ancien Premier ministre.

#### Articles sur l'année 2024 au Niger
- x

#### L'année sportive 2024 au Niger
- Championnat du Niger de football 2023-2024

#### L'année 2024 dans le reste du monde
- L'année 2024 dans le monde
- 2024 par pays en Amérique, 2024 au Canada, 2024 au Québec, 2024 aux États-Unis
- 2024 en Europe, 2024 en Belgique, 2024 en France, 2024 en Italie, 2024 en Suisse
- 2024 en Afrique • 2024 par pays en Asie • 2024 par pays en Océanie
- 2024 aux Nations unies
- Décès en 2024